# Florida-eilanden
De Florida-eilanden (ook Nggela-eilanden genoemd) zijn een eilandengroep in de Centrale provincie in de Salomonseilanden. De totale oppervlakte is 368 vierkante km en het hoogste punt is 400 meter.
De volgende zoogdieren komen er voor:
- Zwarte rat (Rattus rattus) (geïntroduceerd)
- Solomys salamonis (uitgestorven)
- Dobsonia inermis
- Macroglossus minimus
- Melonycteris woodfordi
- Nyctimene major
- Pteropus woodfordi
- Rousettus amplexicaudatus
- Emballonura nigrescens
- Hipposideros diadema
- Miniopterus tristis